# Can't Hold Back
Can't Hold Back è il sesto album in studio del cantante statunitense Eddie Money, pubblicato nel 1986.

## Tracce
- Side 1

1. Take Me Home Tonight (Duetto con Ronnie Spector) – 3:30 (Mick Leeson, Peter Vale, Phil Spector, Ellie Greenwich, Jeff Barry)
2. One Love – 4:11 (Eddie Money, Davitt Sigerson, Duncan Rowe)
3. I Wanna Go Back – 3:56 (Monty Byrom, Ira Walker, Danny Chauncey)
4. Endless Nights – 3:23 (John Cesario, Michele Collyer, Steve Mullen)
5. One Chance – 4:45 (Stan Meissner, Fred Mollin)

- Side 2

1. We Should Be Sleeping – 3:56 (Money, Greg Lowry, Kevin Burns, Glenn A. Thompson)
2. Bring On the Rain – 4:54 (Money, Billy Ryan)
3. I Can't Hold Back – 3:50 (Money, Michael Politeau, Sigerson, Richie Zito)
4. Stranger in a Strange Land – 3:34 (Henry Small, Tom Whitlock, Money)
5. Calm Before the Storm – 4:31 (Money, John Nelson)

## Classifiche
| Classifica (1986) | Posizione massima |
| ----------------- | ----------------- |
| Stati Uniti       | 20                |